# Neville Whitehead
Neville Whitehead (...) è un contrabbassista, bassista e liutaio neozelandese.
Verso la fine degli anni sessanta ha cominciato a collaborare come musicista con artisti famosi tra i quali vanno citati Dusty Springfield, Shirley Bassey, Jean Luc Ponty, Tony Bennett, Gary Burton, Nucleus, Soft Machine, Robert Wyatt e Don "Sugarcane" Harris.
È anche stato membro del Keith Tippett Sextet, con cui ha suonato in Dedicated To You, But You Weren't Listening nel 1971, e del quartetto di Elton Dean con cui registra nello stesso anno Just Us e l'eponimo Elton Dean. Fra le collaborazioni più prestigiose quella del 1970 nell'album di esordio di Wyatt, The End of an Ear, e la partecipazione all'ensemble New Violin Summit, con i quali registra dal vivo Live At The Berlin Jazz Festival nel 1971.
La sua ultima apparizione ufficiale discografica è quella nell'album Deep End degli Isotope nel 1976, se si eccettua il live dei Soft Machine BBC Radio 1 Live In Concert uscito nel 1993 ma registrato nel 1971. Neville ha tenuto delle lezioni e dei seminari al primo concorso internazionale del contrabbasso tenuto all'Isola di Mann, a cui hanno partecipato molti dei principali contrabbassisti mondiali.
Nella seconda metà degli anni settanta sparisce dalle scene musicali per dedicarsi al suo vecchio lavoro di liutaio stabilendosi in Australia. Di particolare rilievo il contrabbasso elettrico semi-acustico SASE, da lui creato nel 1977. Negli oltre trent'anni di carriera di liutaio si è specializzato anche nella produzione di contrabbassi e violoncelli, diventando uno dei più apprezzati artigiani del settore, i suoi prodotti sono esportati anche all'estero e sono stati adottati da diversi artisti famosi.

## Discografia (collaborazioni)
- 1970 Neil Ardley / Ian Carr / Don Rendell: Greek Variations & Other Aegean Exercises, EMI Columbia SCX 6414
- 1970 Robert Wyatt: The End Of An Ear, CBS 64189
- 1971 Keith Tippett Sextet: Dedicated To You, But You Weren't Listening, Vertigo Records 6360 024
- 1971 New Violin Summit: Live At The Berlin Jazz Festival, MPS Records MPS 15081
- 1971 Elton Dean: Elton Dean, CBS 64539
- 1972 Don "Sugarcane" Harris: Sugar Cane's Got The Blues MPS 21 21283-1
- 1972 Pilot: Pilot, RCA Victor LSP-4730
- 1975 Isotope: Deep End, Gull 1017
- 1993 Soft Machine: BBC Radio 1 Live In Concert, (registrato nel 1971) Windsong International WIN CD 031